# 神路ダム
神路ダム（かみじダム）は、昭和40年代に三重県志摩市（当時の志摩郡）五町（磯部町、志摩町、阿児町、大王町、浜島町）の上水道の水源として磯部町恵利原の二級水系磯部川水系磯部川（神路川）に作られた均一アースダムである。

## 概要

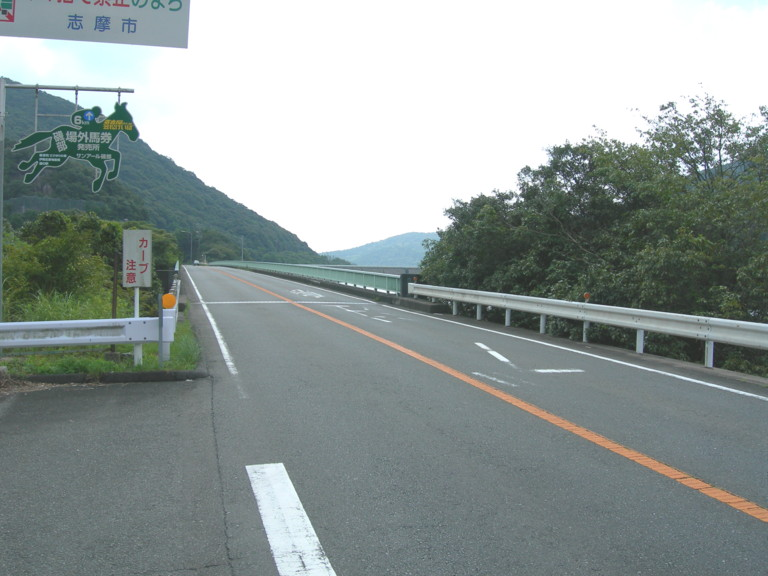
志摩市磯部町恵利原神路大橋

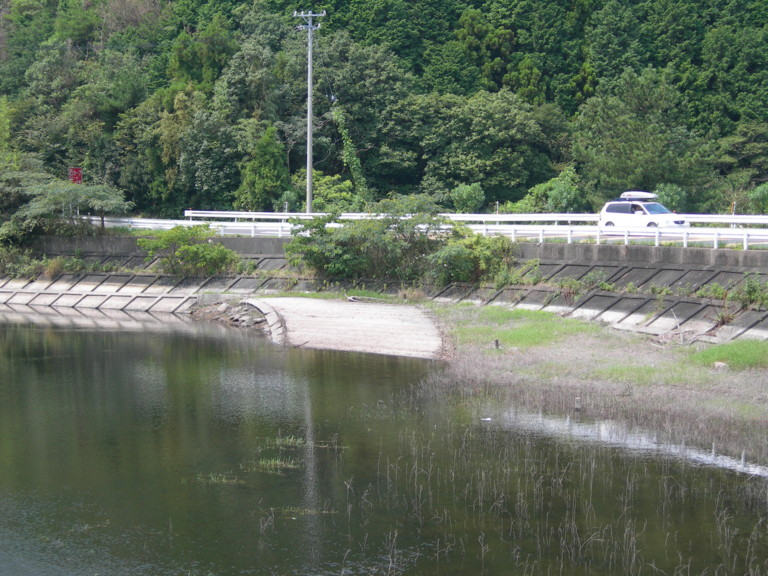
神路湖に沈んだ旧道

神路ダムは上水道の水源だけでも余力がないため水力発電が行なわれておらず、水資源の豊富な三重県では珍しいダムである。
神路ダムは同時期に計画された伊勢有料道路（現在の三重県道32号伊勢磯部線）が神路湖左岸を通っており、神路湖には54.0 mの1号橋と105.0 mの2号橋の2区間に分かれている神路大橋と、90.7 mの恵利原橋が架けられているほか、堰堤上で神路湖を渡る区間がある。
伊勢道路からの自動車転落事故などを想定し、神路湖にオイルフェンスが張られている。渇水時には神路湖に沈んだ旧県道山田波切線（伊勢道路以前の道路）が見えることがある。
神路湖より上流に恵利原の水穴と呼ばれる鍾乳洞があり、そこから流れ出る水は名水百選に選ばれている。水源に名水百選があってもダムに貯められた水は淀んで水質が悪化するため、神路湖では揚水筒に送風し水流を作るエアリフト式の強制循環を複数箇所で行なうことで水質悪化を防止している。

## 沿革
リアス式海岸で知られる志摩半島南部の志摩地方は長年水不足に悩まされ続けていた。この地域は日本では比較的多雨であるものの、山がちな地形には大河川が存在せず、平地は海岸付近が多いため井戸を掘っても塩分を含み飲用不適になることも多々あった。第二次世界大戦終戦後にこの地域の観光地開発が進むに連れ水需要が増大し、上水道と農業用水確保のために1960年（昭和35年）に神路川（2006年現在では磯部川とも呼ばれる）へのダム建設が計画された。

### 恵利原ダム
神路ダムを補完するとともに、神路ダム完成以前に上水道を供給するため、重力式コンクリートダムの恵利原ダムが1967年（昭和42年）8月に着工され、神路ダム建設に先立つこと5年、翌1968年（昭和43年）に完成した。恵利原ダムに隣接して作られた浄水場からの送水管の工事は1966年（昭和41年）より開始されていたため恵利原ダム完成から3箇月後の1968年（昭和43年）11月から給水が開始され、神路ダム建設途中の1971年（昭和46年）5月からは1日最大給水量10,840トンとなった。
恵利原ダムの主要諸元は以下の通り。
- 型式: 重力式コンクリートダム
- 堤高: 13.0 m
- 堤頂長: 57.0 m
- 堤頂幅: 4.5 m
- 堤体積: 3,841 m3

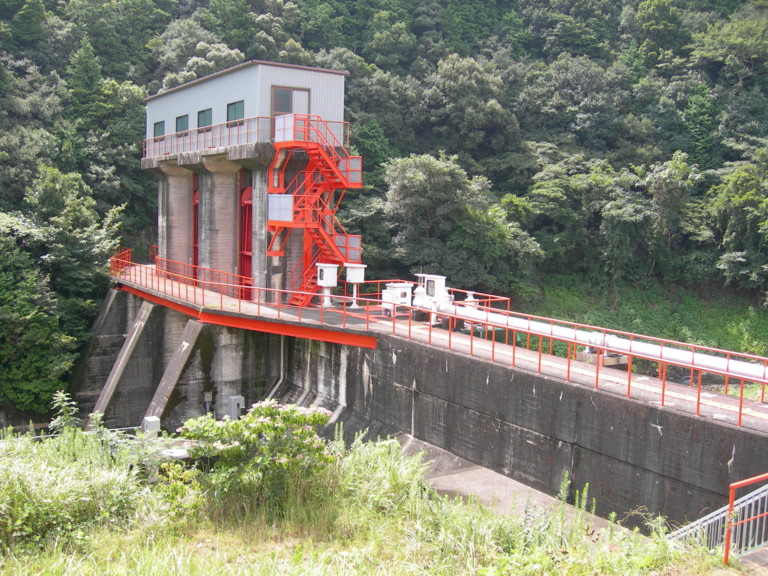
恵利原ダム

- 総貯水量: 120,000 m3
- 有効貯水量: 114,000 m3

恵利原ダムは堤高が15 m以下であるため、日本の河川法では堰となる。
後述する南勢志摩水道からの給水開始後は、恵利原ダムはメンテナンス時に閉じられる以外は常時開放に近い状態となった。

### 神路ダムの拡張
神路ダムは1974年（昭和48年）3月に完成したが、計画当初よりも水需要が増大していたため農業用水の利用を断念するとともに、完成直後の1974年（昭和48年）4月から1976年（昭和51年）3月まで拡張工事が行なわれた。

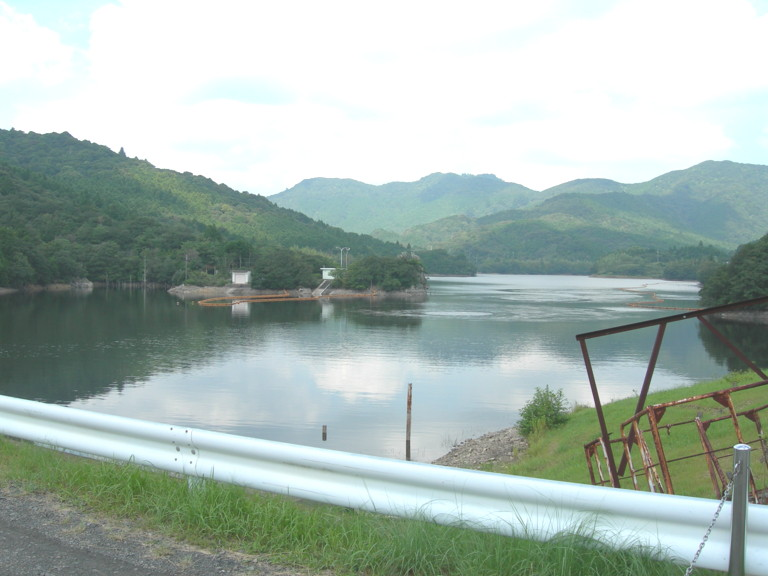
神路湖

### 南勢志摩水道からの給水
延長7,537mの小河川にすぎない磯部川が水源では増大する水需要を賄い切れず水不足が生じ、1992年（平成4年）4月より松阪市の櫛田川上流にある蓮ダム（はちすダム。国土交通省中部地方整備局）を水源とする南勢志摩水道より最大10,000トン/日が給水されることになった。
南勢志摩水道は櫛田川中流の三重県多気郡多気町の多気浄水場から給水され、蓮ダムは櫛田川の流量調整に用いられている。多気浄水場からの送水管は、水資源が豊富な三重県中勢地域から、志摩市同様に水不足に悩んでいた南伊勢町（当時の南勢町と南島町）への給水が目的で、度会郡玉城町昼田から宮川を渡り伊勢市佐八町より宮川を遡り、サニーロード沿いに山を越え度会郡南伊勢町（旧南勢町）船越に至る計画であった。これを南伊勢町船越から東方の志摩市浜島町（旧志摩郡浜島町）まで延長し、神路ダムと合わせて最大41,000トン/日の給水能力となった。
南勢志摩水道は志摩市以外に鳥羽市へ給水され、伊良湖水道に位置する離島の神島の水源になっている。

### 志摩市への移管
これまで三重県企業庁が管理・運営してきたが平成の大合併の結果、志摩水道の給水自治体が志摩市のみとなったため、神路ダムや磯部浄水場など志摩水道（南勢志摩水道用水供給事業志摩系）は2011年（平成23年）4月1日に、三重県企業庁から志摩市へ譲渡された。志摩市上下水道部では譲渡に際し、水道課を水道総務課と水道工務課の2課に分割し、磯部浄水場に水道工務課を設置した。